# 青生東谿
青生 東谿（あおう とうけい、明和2年（1764年） – 天保9年2月18日（1838年3月13日））は、江戸時代後期の地理学者。本名は元宣。字は子和。青生は号で、別号に市川、芸亭がある。通称は井桁屋茂兵衛。

## 経歴・人物
尾張国の人物。名古屋の大曽根坂上で薬種商を営んだ豪商。詩歌や絵画を能くした。のち京都において僧位に叙せられた。
文政11年（1828年）および天保8年（1837年）にのちの分県地図の先駆けとなる『国郡全図』を刊行した。

## 国郡全図
文政11年（1828年）名古屋の永楽屋東四郎が初版出版。天保8年（1837年）江戸の地図出版者須原屋茂兵衛が改訂版を刊行する。
日本総図を分割した地図帳で、上下2巻に分かれる。紙本墨摺著色。諸国の形は、水戸藩の儒官、長久保赤水の『改正日本輿地路程全図』に準拠している。原図となった赤水図は全国を一紙に描く都合上、詳しさには限度があったため、これを地図帳の形とした。
構成は、菅原長親ら3名による序の後、自序、凡例、郡名目録などが続き畿内から東海道・東山道といった順番に各国の地図が並ぶ。国の大小によらず、1国1図を原則（面積が広い陸奥国・出羽国・越後国・薩摩国は数図に分割されている）としており縮尺は図毎に異なっている。このうち、東谿の故郷である尾張図は精細な出来映えとなっている。自序によると国毎に絵図を収集し参考にしたという。